# Jan Versteeg (diplomaat)

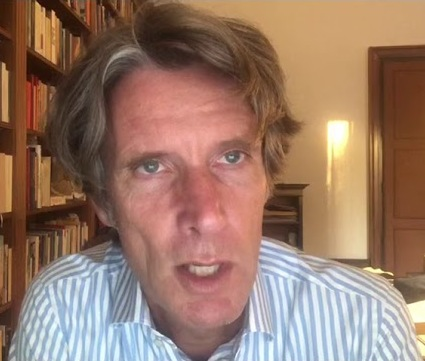
Jan Versteeg in 2020

Jan Theophile Versteeg (Tilburg, 18 juli 1964) is een Nederlands diplomaat en topambtenaar. Sinds 13 oktober 2022 is hij ambassadeur van Nederland in Frankrijk. Eerder was hij van 2015 tot 2019 grootmeester van de Koning en van 2019 tot 2022 ambassadeur in Spanje.

## Biografie
Versteeg studeerde Spaans en economische geografie aan de Universiteit van Amsterdam en begon in 1991 zijn loopbaan bij het ministerie van Buitenlandse Zaken. Van 2009 tot 2012 was hij plaatsvervangend vertegenwoordiger bij de NAVO om vervolgens ambassadeur te worden in Griekenland. Per 1 juli 2015 werd hij door koning Willem-Alexander der Nederlanden benoemd tot grootmeester van diens huis (als opvolger van Marco Hennis), maar de benoeming werd vanwege de crisissituatie in Griekenland opgeschoven naar 15 augustus waarna hij effectief grootmeester werd. Versteeg was voor het eerst als grootmeester in het openbaar te zien tijdens Prinsjesdag in 2015, naast grootmeesteres Bibi van Zuylen van Nijevelt-den Beer Poortugael. 
Op 5 april 2019 werd Versteeg voorgedragen voor ambassadeur namens Nederland in Spanje. Op 17 december 2021 werd hij voorgedragen voor ambassadeur in Parijs. De ambassadeurspositie in Parijs heeft ook competentie voor Andorra en Monaco.